# Rogassa
Rogassa (în arabă روقاصة) este o comună din provincia El Bayadh, Algeria.
Populația comunei este de 7.492 de locuitori (2008).